# Ghiacciaio Rastorfer
Il ghiacciaio Rastorfer è un ghiacciaio situato nell'entroterra della costa di Borchgrevink, nella regione nord-occidentale della Dipendenza di Ross, in Antartide. Il ghiacciaio, il cui punto più alto si trova a circa 2050 m s.l.m., ha origine nella parte centrale dei monti dell'Ammiragliato e da qui fluisce verso sud, scorrendo lungo il versante orientale della dorsale Homerun fino a unire il proprio flusso a quello del ghiacciaio Tucker.

## Storia
Il ghiacciaio Rastorfer è stato mappato per la prima volta dallo United States Geological Survey grazie a fotografie aeree scattate dalla marina militare statunitense (USN) nel periodo 1960-63, e così battezzato dal comitato consultivo dei nomi antartici in onore di James R. Rastorfer, biologo del Programma Antartico degli Stati Uniti d'America di base alla stazione McMurdo nel 1967-68 e alla Stazione Palmer nel 1968-69.